# 布留霍韋茨卡亞區

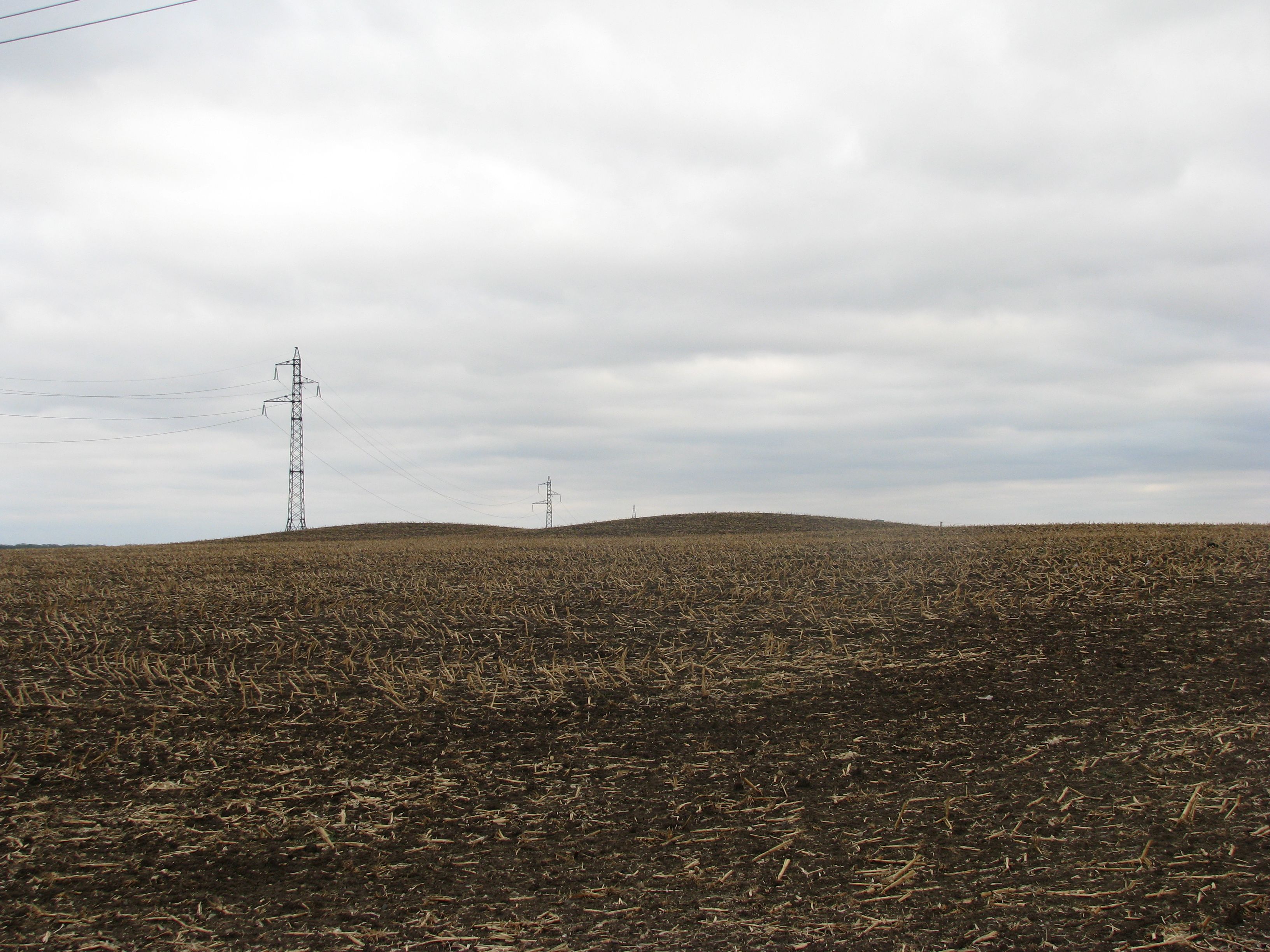

45°48′05″N 39°00′15″E / 45.80139°N 39.00417°E
布留霍韋茨卡亞區（俄语：Брюховецкий район），是俄羅斯的一個區，位於該國西南部，由克拉斯諾達爾邊疆區負責管轄，面積1,376平方公里，2010年人口53,028，人口密度每平方公里38.54人。